# Takarazuka Revue
Revue Takarazuka (japonsky: 宝塚歌劇団, přepisem: Takarazuka kagekidan) je japonské, čistě ženské, muzikálové divadlo, původem z Takarazuky v prefektuře Hjógo. Vystoupení bývají v grandiózním stylu Broadway, částečně inspirovaná francouzskou revue, ale zároveň je velmi patrný vliv ostatních japonských divadel, jako je například kabuki nebo kjógen. Ženy hrají všechny role v okázalých produkcích muzikálů západního stylu a příběhů adaptovaných z filmů, románů, mangy šódžo a japonských pověstí. Společnost Takarazuka Revue Company je divizí železniční společnosti Hankjú.

## Historie

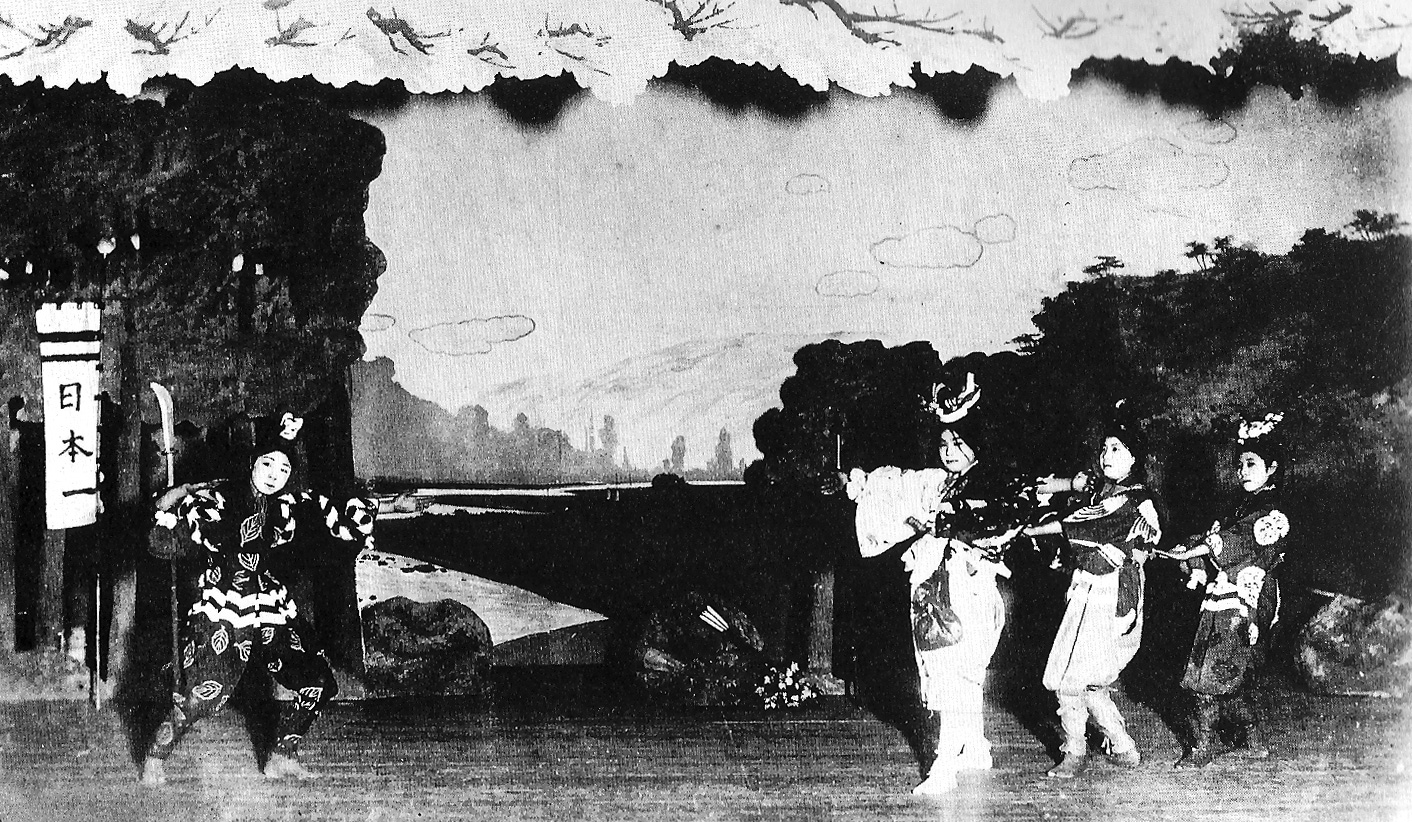
Donburako -Takarazuka (1914)

Takarazuka Revue byla založena Kobajašim Ičizóem, podnikatelem, který se později stal ředitelem železniční společnosti Hankjú, v Takarazuce v roce 1913. Město bylo konečnou stanicí linky Hankjú z Ósaky a již tehdy bylo oblíbenou turistickou destinací díky horkým pramenům (onsen). Kobajaši věřil, že objevil ideální místo k otevření atrakce, která by zvýšila prodej jízdenek na vlak a přilákala do Takarazuky více návštěvníků. Vzhledem k tomu, že západní písně a taneční show byly stále populárnější a Kobajaši považoval divadlo Kabuki za staré a elitářské, rozhodl se, že čistě ženská divadelní skupina by mohla být dobře přijata širokou veřejností.
Revue měla své první představení v roce 1914. O deset let později se společnost stala natolik populární, že získala své vlastní divadlo v Takarazuce, nazývané daigekidžó, což doslovně znamená „Velké divadlo“. Dnes společnost vlastní a provozuje ještě jedno divadlo v Tokiu. V současné době Takarazuka vystupuje pro 2,5 milionu lidí každý rok, a většina fanoušků revue jsou ženy.
Takarazuka je jedinečná tím, že všechny role hrají ženy podle původního modelu divadla Kabuki z roku 1629, než bylo ženám v Japonsku vystupování v divadle na určitou dobu zakázáno. Ženy, které hrají mužské role, se označují jako otokojaku (男役, „mužská role“) a ty, které hrají ženské role, se nazývají musumejaku (娘役, „dívčí role“). Souhrnně se představitelky Takarazuky nazývají „Takarasiennes“ (takarajiennu). Tento název je odvozen od inspirace divadla francouzskými revue. Také se jim přezdívá seito (žákyně). Pojmenování prvně začal používat Kobajaši, aby odlišil členky souboru od ostatních hereček, protože povolání herečky v té době nebylo společensky přijatelné.
Než se mladá žena stane členkou souboru, musí dva roky trénovat v Hudební škole Takarazuka, jedné z nejkonkurenceschopnějších svého druhu na světě. Každý rok se konkurzů účastní tisíce zájemkyň z celého Japonska, ale přijatých je pouze 40 - 50. Studentky se na škole učí hudbě, tanci a herectví a získají smlouvy se společností na sedm let. Škola je známá svou přísnou disciplínou a zvykem, že studenti prvního ročníku každé ráno uklízejí prostory budovy. První rok všechny seito trénují společně, než je na konci roku učitelé a současní členové souboru rozdělí na otokojaku a musumejaku.
Společnost má pět hlavních hereckých souborů: Květina neboli Flower (花, hana), Měsíc neboli Moon (月, cuki), Sníh neboli Snow (雪, juki), Hvězda neboli Star (星, hoši) a Nebe neboli Cosmos (宙, sora). Flower a Moon jsou původní skupiny, založené v roce 1921. Skupina Snow vznikla v roce 1924 a Star byla založena v roce 1931, rozpuštěna v roce 1939 a obnovena roku 1948. Cosmos byla založená v roce 1998 a je nejnovějším souborem.

## Herci

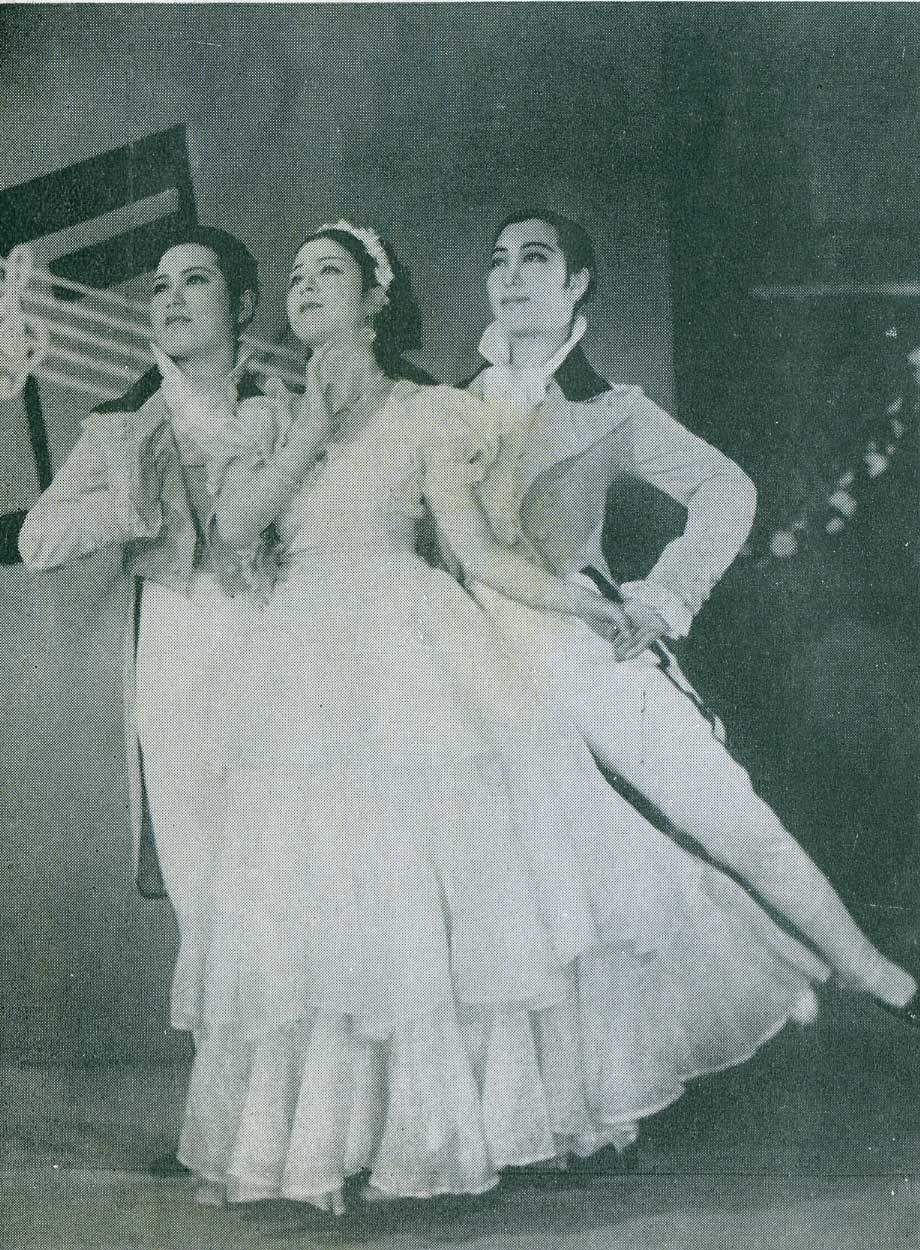
otokojaku: Akeno Mačiko a Mijadžima Akiko, musumejaku: Katajama Cubaki (1935)

I když Takarazuka působí zdáním, že byla vytvořena, aby poskytla japonským ženám svobodu od sociálního útlaku, doopravdy byla vytvořena s opačným záměrem. Lorie Brau ve své práci tvrdí, že v produkci a v zákulisí jsou z většiny zaměstnáni muži. Nicméně, ačkoli Takarazuka ztělesňuje Širaišiho myšlenku, že herečky se stanou „dobrými manželkami a moudrými matkami“ při odchodu z divadla, také současně reprezentuje progresivní feministické názory. Někteří věří, že její přitažlivost pro ženské publikum je způsobena vnímanou vazbou na svobodu od tradiční japonské společnosti vnucených představ o genderu a sexualitě.
Kromě svého tvrzení, že „prodávají sny“, přebírají herečky Takarazuky další roli a posilují samy sebe jako ženy v kultuře ovládané muži. Kobajašiho touhu udělat ze svých hereček dobré manželky a matky často bránila jejich vlastní vůle věnovat se kariéře v zábavním průmyslu. Je stále častější, že ženy zůstávají v divadle déle, za hranicemi vnímané konvenční hranice věku vhodného pro vdávání. Role hereček v rámci Takarazuky se tak prolíná s kulturou, která ji obklopuje, a přispívá k jejich přitažlivosti pro ženské publikum.
Otokojaku však není vázána na jí přidělenou mužskou roli v divadle. Curugi Mijuki, přední otokojaku hvězda souboru Měsíc, řekla, že chápe zosobnění muže jako pouhou „roli“, kterou nosí stejně jako líčení a kostým, jež pomohly vytvořit její image otokojaku. Řekla, že se po vystoupení vrátí ke svému „ženskému“ já. Jiné otokojaku se cítí nepříjemně při přechodu do ženských rolí.
Ačkoli se tradičně jednalo o výhradně ženský soubor, v roce 1946 Takarazuka zaměstnávala mužské umělce, kteří byli trénováni odděleně od ženských členů skupin. Nakonec se však ženské členky postavily proti těmto novým mužským protějškům a oddělení bylo rozpuštěno. Poslední mužské oddělení bylo zrušeno v roce 1954. Japonský muzikál z roku 2007, Takarazuka Boys, byl založen na této kapitole historie společnosti.
Zatímco obsazení je výhradně ženské, zaměstnanci (spisovatelé, režiséři, choreografové, návrháři atd.) a hudebníci orchestru mohou být muži nebo ženy. V Takarazuce není neobvyklé, že převážně mužský orchestr vede dirigentka.

## Fankluby
Některé fanynky demonstrují svou loajalitu ke konkrétní herečce tím, že se připojí k jejímu fanklubu. Členky klubu poznáte podle toho, že nosí šátky určité barvy nebo dokonce bundy, barevně vyšívané jménem hvězdy. Po představeních v Takarazuka daigekidžó nebo v tokijském divadle Takarazuky, se až několik stovek fanynek shromažďuje v různých klubových skupinách a stojí v uspořádaných řadách na obou stranách ulice před divadlem. Kluby jsou uspořádány podle seniority herečky v rámci souboru.
Kdykoli herečka odejde z divadla, první skupina se posadí a všechny ostatní ji následují (podobně jako „vlna“ viděná v atletických arénách) s následnými intervaly stání a sezení. Fanynky trpělivě a bez konverzace čekají, až jejich oblíbenkyně odejdou z divadla. Převládá téměř děsivý rituální klid. Jak hvězdy jedna po druhé vycházejí z budovy, některé samy, ale většinou v doprovodu členů svého klubu, nadále panuje klidná atmosféra. Okouzlující umělkyně, které jsou nyní většinou v kalhotách nebo džínách s vysokými podpatky a mají na hlavě „novinářské“ čepice s velkým kšiltem, aby si ukryly vlasy (a některé se slunečními brýlemi i v noci), se stěhují do svých vlastních fanklubů. Jakmile odejdou poslední hvězdy, kluby se tiše rozpustí.

## Vliv
Takarazuka má hluboký vliv na historii anime a manga, zejména šódžo manga. Tezuka Osamu, velmi vlivný tvůrce mangy, vyrostl ve městě Takarazuka. Jeho matka znala mnoho hereček Takarazuky a i on sám některé osobně znal a zhlédnul mnoho jejich představení. Na základě jejich příběhů o vznešených princích v podání ženských hereček vytvořil Tezuka Princeznu Knight (první manga zaměřená na ženské publikum, která vypráví příběh princezny Sapphire, dívky narozené s mužským i ženským srdcem, která zápasí mezi touhou bojovat jako vznešený princ a nebo být něžnou princeznou). Velký úspěch Princezny Knight a dalších příběhů Tezuky zahájil tradici mangy psané pro ženské publikum, zejména velmi vlivné série Rose of Versailles a Revolutionary Girl Utena, které si od Princezny Knight vypůjčily specifické obrázky Tezuky, návrhy postav a jména. Rose of Versailles je jedním z nejznámějších muzikálů Takarazuky. Ženy v mužských rolích jsou i nadále ústředním tématem šódžo manga a anime, stejně jako v některých šónen sériích, a sám Tezuka toto téma prozkoumal v mnoha svých pozdějších dílech, včetně mangy Dororo, Phoenix a Black Jack.
Zatímco vliv Tezuky Osamu a Takarazuky na anime a manga je obecný, stále existuje mnoho sérií, které vykazují konkrétnější vlivy. Takarazuka Revue inspirovala děj původní videohry Sakura Wars spolu s další inspirací od bývalého konkurenta Takarazuky, Šočiku Kagekidan (Šočiku Revue).

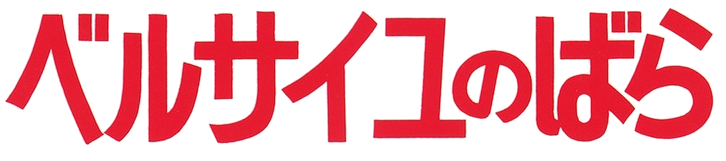
Logo mangy Růže z Versailles (ベルサイユのばら)

Ouran High School host club je také inspirován Takarazukou.
Postavy Teno Haruka a Kaio Mičiru ze Sailor Moon byly vytvořeny podle hereček z revue Takarazuka.
少女仮面, Šódžo kamen neboli Panenská maska od Kara Džúróa, významné dílo poválečného divadla, představuje stárnoucí „dívku Zuku“, která se pokouší získat zpět své mládí prostřednictvím rituální koupele ve vaně s panenskými slzami.
Hudební anime série Revue Starlight má prvky založené na souboru, včetně uniforem, školního znaku a divadelního stylu, a využívá tyto prvky k prezentaci kritiky praktik Takarazuky, zejména systému Top Star.
Tokijská divadelní skupina Kegawa Zoku („Kožešinový kmen“) produkovala homosexuální parodie na klasické pořady Takarazuka jako Gone with the Wind.
Manga a anime série Kageki Shojo!! sleduje dvě dospívající dívky zapsané do fiktivní verze hudební školy Takarazuka. Tam trénují zpěv, herectví a tanec v naději, že se připojí k široce známému ženskému divadelnímu souboru. Jedna z dívek, Sarasa, sní o tom, že bude hrát Oscara de Jarjayes v divadelní inscenaci Růže z Versailles.

## Adaptace

### Adaptace západních děl
Zatímco většina děl Takarazuky je napsána „interně“ členy kreativního personálu, často jsou adaptována ze západních klasických muzikálů, oper, her, románů nebo filmů:
romány:
- Anne Golon; Angelique
- Alexandr Puškin; Kapitánova dcera (jako Tmavě hnědé oči) a Evžen Oněgin
- Alexandr Dumas; Hrabě Monte Cristo
- Anthony Hope; Vězeň Zendy
- Antoine François Prévost; Manon Lescaut
- Charles Dickens; Příběh dvou měst a Nadějné vyhlídky
- Edith Wharton; Věk nevinnosti
- Emily Brontëová; Na větrné hůrce
- Erich Maria Remarque; Vítězný oblouk
- Ernest Hemingway; Komu zvoní hrana
- F. Scott Fitzgerald; Velký Gatsby, Poslední magnát a Diamant velký jako Ritz
- Fjodor Dostojevský; Bratři Karamazovi
- Henry Fielding; Tom Jones
- Jane Austenová; Pýcha a předsudek
- James Hilton; Nalezená léta
- John Steinbeck; East of Eden
- Johnston McCulley; Zorro
- Lev Nikolajevič Tolstoj; Anna Karenina a Vojna a mír
- Margaret Mitchell; Jih proti severu
- Oscar Wilde; Obraz Doriana Graye
- Pierre Choderlos de Laclos; Les Liaisons dangereuses
- Prosper Mérimée; Carmen
- Stendhal; Červený a černý a Kartouza parmská
- Vicente Blasco Ibáñez; Krev a písek

filmy:
- An officer and a gentleman
- Bonnie a Clyde
- Casablanca
- [Farewell My Concubine / The Phantom Lover
- JFK
- Sabrina
- Somewhere in Time
- Ocean's Eleven
- Tenkrát v Americe

opery:
- Aida (pod názvem Song of the Kingdom)
- Der Rosenkavalier (jako Milostná sonáta)
- Il trovatore (jako A Kiss To The Flames)
- Hoffmannovy povídky
- Tristan a Isolda (jako Elegie)
- Turandot (jako Legend of the Phoenix: Calaf & Turandot)
- Véronique
- Andrea Chénier (jako Báseň o lásce a revoluci ~Andrea Chénier~)
- Madame Butterfly (jako Concise Chōchō-san, 1931)

muzikály:
- 1789: Les Amants de la Bastille
- The Apple Tree
- Anastasia
- Can-Can
- Chyť mě, když to dokážeš
- Cinderella
- Copacabana
- Elisabeth
- Ernest in Love
- Flower Drum Song
- Grand Hotel
- Guys and Dolls
- How to Succeed in Business Without Really Trying
- Kean
- Kiss Me Kate
- La Légende du roi Arthur
- Le Roi Soleil
- Me and My Girl
- Mozart, l'opera rock
- Oklahoma!
- On a Clear Day You Can See Forever
- One Touch of Venus
- Phantom
- Roméo et Juliette, de la Haine à l'Amour
- Singin' in the Rain
- The Scarlet Pimpernel
- Za zvuků hudby
- West Side Story

hry:
- Shakespeare; Romeo a Julie, Večer Tříkrálový, Julius Caesar (pod názvem Řím za úsvitu), Mnoho povyku pro nic, Zimní pohádka a Hamlet
- John Fletcher a Shakespeare; Dva vznešení příbuzní
- Goethe; Faust

### Adaptace japonských děl

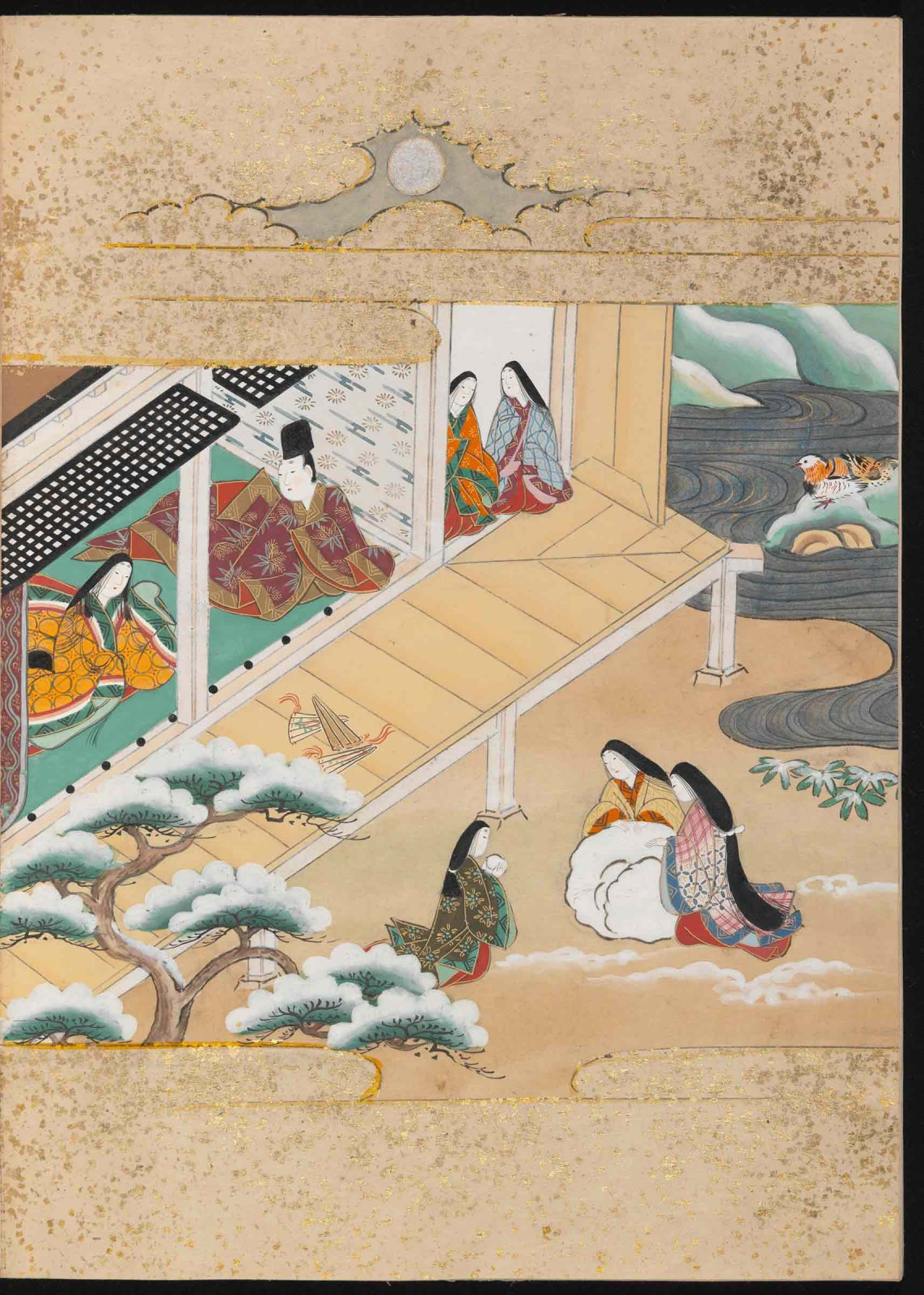
Příběh prince Gendžiho, malba ze 17. století

Příběhy původem z Japonska vytvořené podle historických zpráv nebo tradičních příběhů jsou často označovány jako nihonmono (日本物) nebo méně často jako wamono (和物). Nejčastější adaptací této kategorie děl Takarazukou je Příběh prince Gendžiho.
Populární manga série byly často upraveny pro Takarazuku, jako například Růže z Versailles od Ikedy Rijoko. Mezi další manga adaptace patří Orpheus no Mado, také od Ikedy, Black Jack a Phoenix Tezuky Osamu a El Halcón od Aoike Jasuko.
Nedávná díla přejatá z japonských románů nebo povídek zahrnují představení Osaka Samurai (大阪侍) skupiny Moon, podle povídky Šiba Rjótaróa, nebo například Black Lizard (黒蜥蜴, Kurotokage) skupiny Flower, inspirované příběhem Akeči Kogoroa od Rampo Edogawy.
V roce 2009 Takarazuka Revue uvedla dvě představení založená na adaptaci série videoher společnosti Capcom Phoenix Wright. V lednu 2013 byla uvedena inscenace s názvem Prosecutor Miles Edgeworth: Ace Attorney 3. V červnu 2013 měla revue debutovat v tokijském divadle Tokyo Theatre Orb s adaptací další videohry od Capcomu, Sengoku Basara od souboru Flower. Tato hra se zaměřila na postavu Jukimura Sanady, kterou hraje Randžu Tomu, stejná herečka, která přijala roli Phoenixe Wrighta, než se stala hlavní hvězdou.
V roce 2017 měla premiéru skupina Flower s adaptací šódžo manga série [Haikara-San: Here Comes Miss Modern a hrála ji znovu v roce 2020. V roce 2019 soubor Flower uvedl další šódžo manga adaptaci série Boys Over Flowers.

### Adaptace jiných asijských děl
Mezi díly převzatými z jiných asijských zdrojů patří pekingská opera The Hegemon-King Bids His Concubine Farewell, popisující milostný vztah mezi generálem Siang Jü a jeho milenkou Madam Ju.

### Originální příběhy a historické adaptace
V průběhu let se hrály muzikály založené na lidech a událostech v americké, evropské a asijské historii. Mezi nejznámější z těchto biografických adaptací patří Last Party: S. Fitzgerald's Last Day, o F. S. Fitzgeraldovi; Valentino, o Rudolfu Valentinovi; Dean, o Jamesi Deanovi a Saint-Exupéry: Pilot, který se stal „Malým princem“, o Antoine de Saint-Exupérym.
Originální příběhy doplňující repertoár Takarazuky jsou například muzikály Boxman od souboru Cosmos, Too Short a Time to Fall in Love (Příliš krátká doba na zamilování) v podání skupin Star and Moon a Silver Wolf od souborů Moon a Snow.

### Spolupráce
Takarazuka příležitostně spolupracovala s významnými spisovateli, skladateli a choreografy, aby vznikl originální program pro revue. V roce 1993 Tommy Tune napsal, režíroval a vytvořil choreografii revue Broadway Boys, která doprovázela inscenaci představení Grand Hotel od souboru Moon. V roce 2006 Takarazuka spolupracovala s Frankem Wildhornem, hudebním spisovatelem a skladatelem her Jekyll & Hyde a The Scarlet Pimpernel na vytvoření muzikálu Never Say Goodbye pro skupinu Cosmos. V roce 2019 spolupracovala Takarazuka s Dovem Attia, hudebním producentem muzikálů 1789: Les Amants de la Bastille a La Légende du roi Arthur, na složení Casanovy pro soubor Flower.

Revue Takarazuka
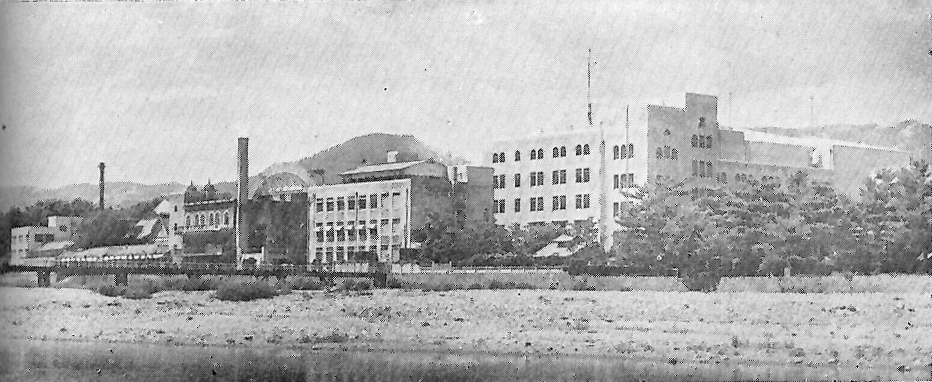
daigekidžó (大劇場）
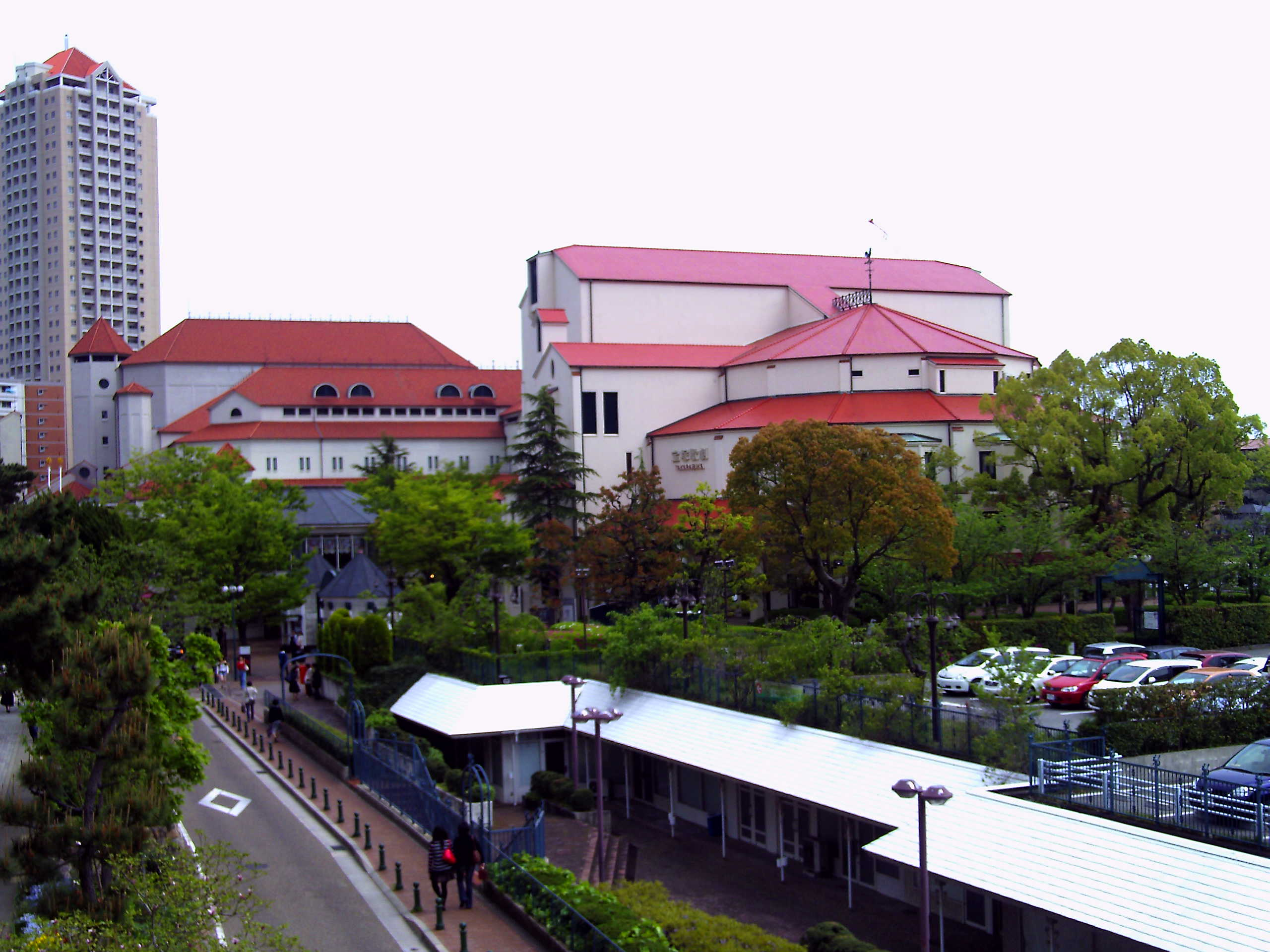
Divadlo v Takarazuce
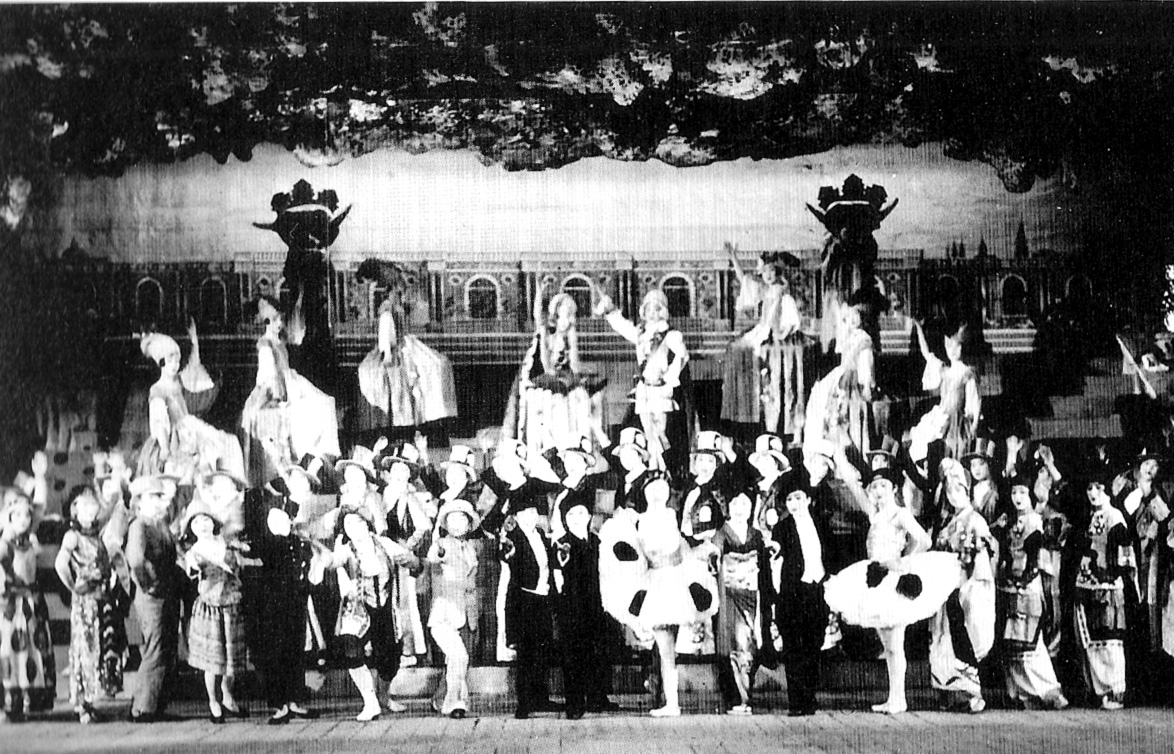
Vytoupení inspirované pařížskou revue (1928)
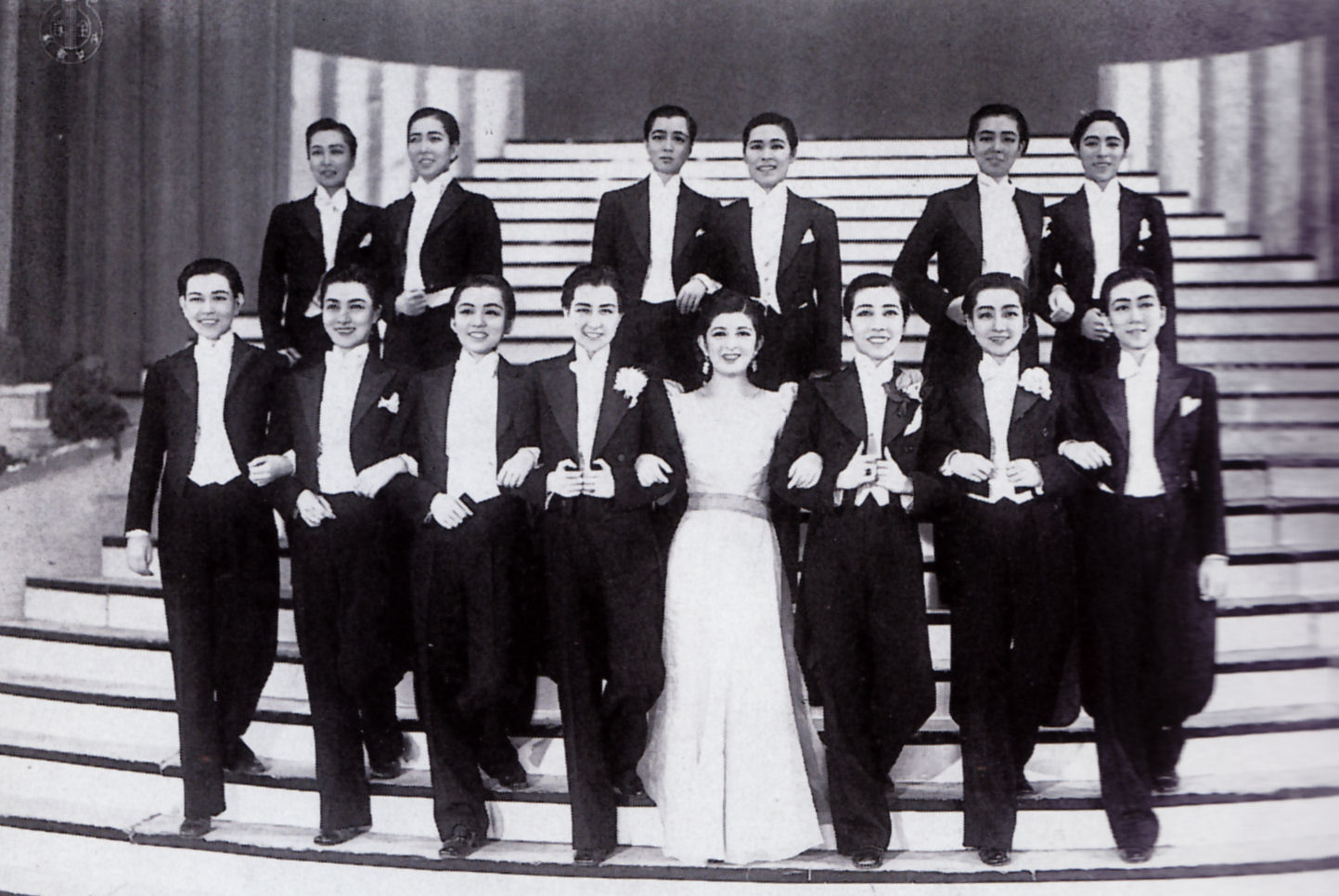
Takarazuka 1939
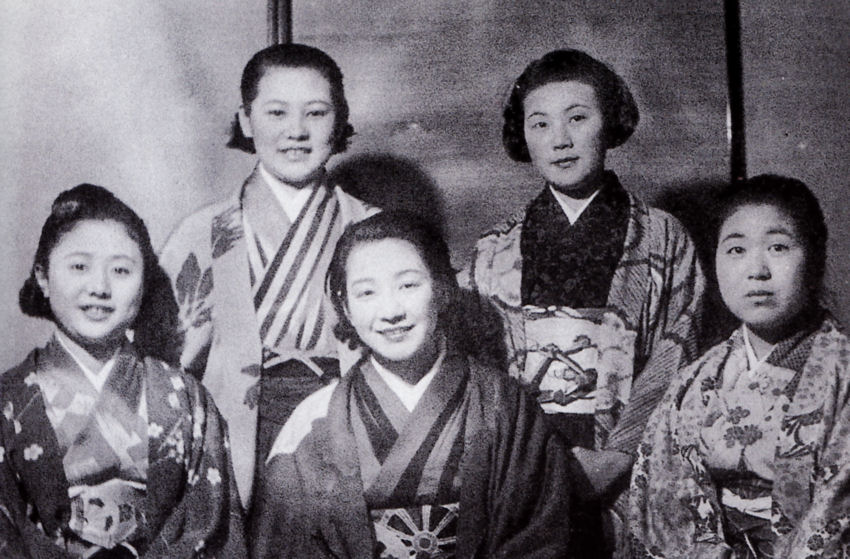
Hvězdy Takarazuky (1941)
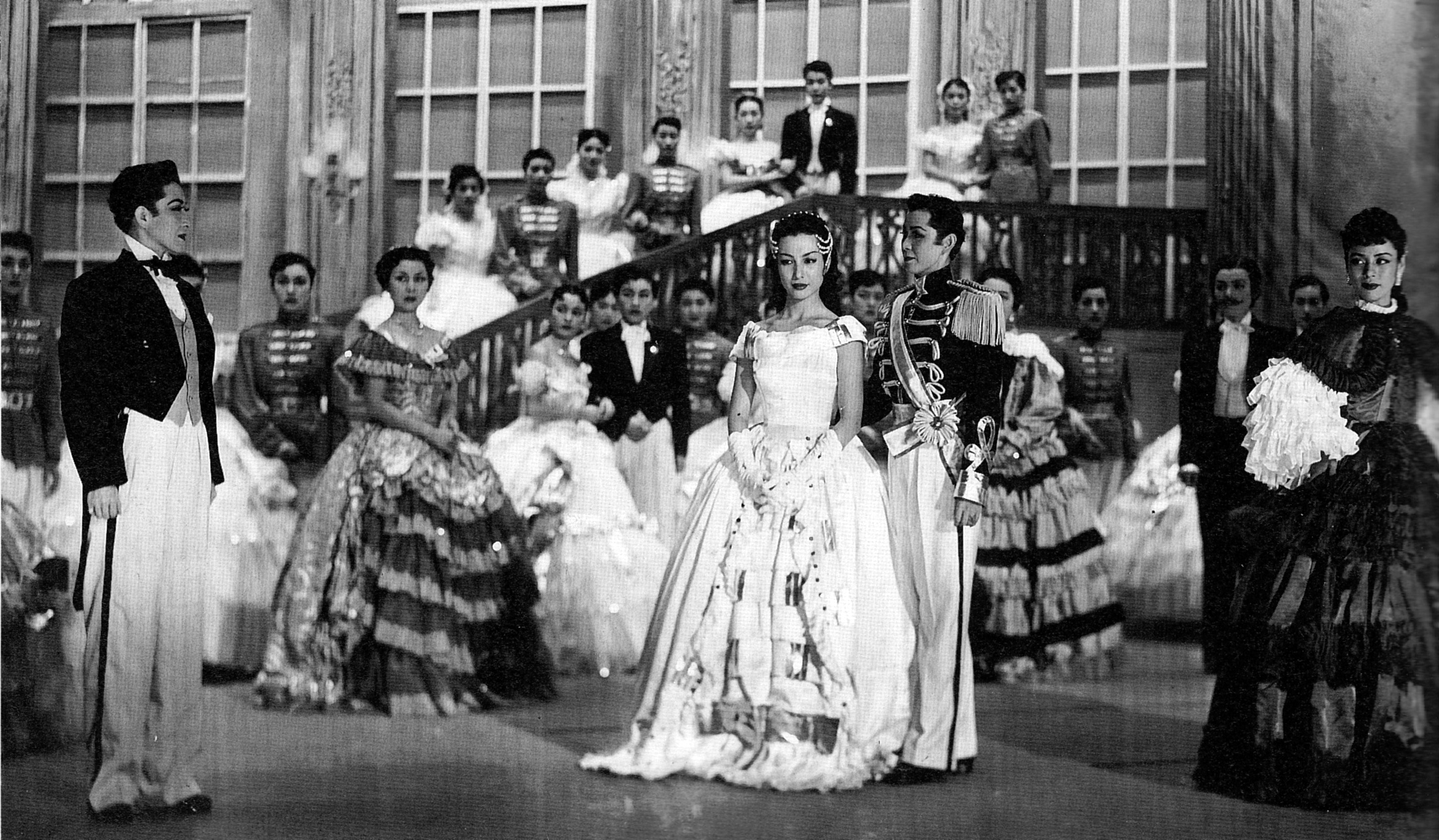
Kimi no na wa Warushawa no koi no monogatari 1954
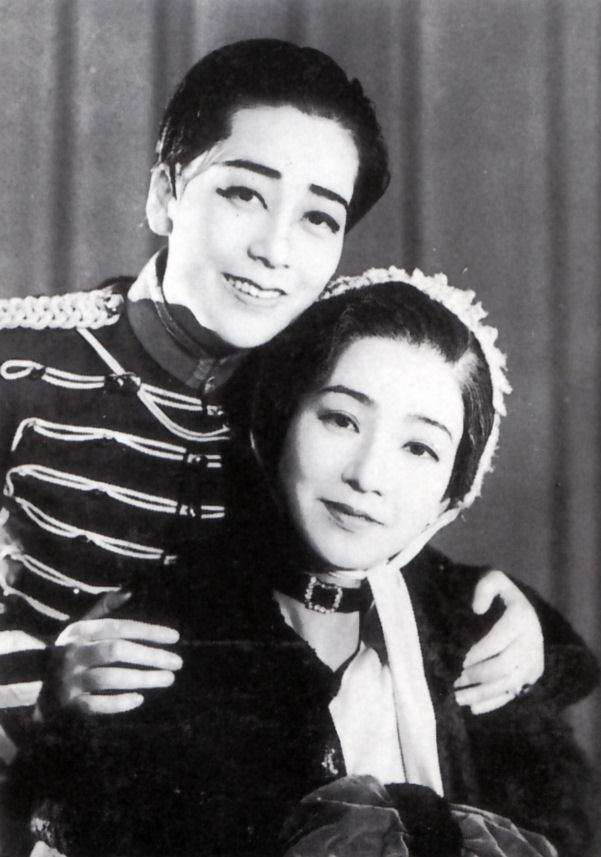
Hvězdný pár z vystoupení L'Arlesienne
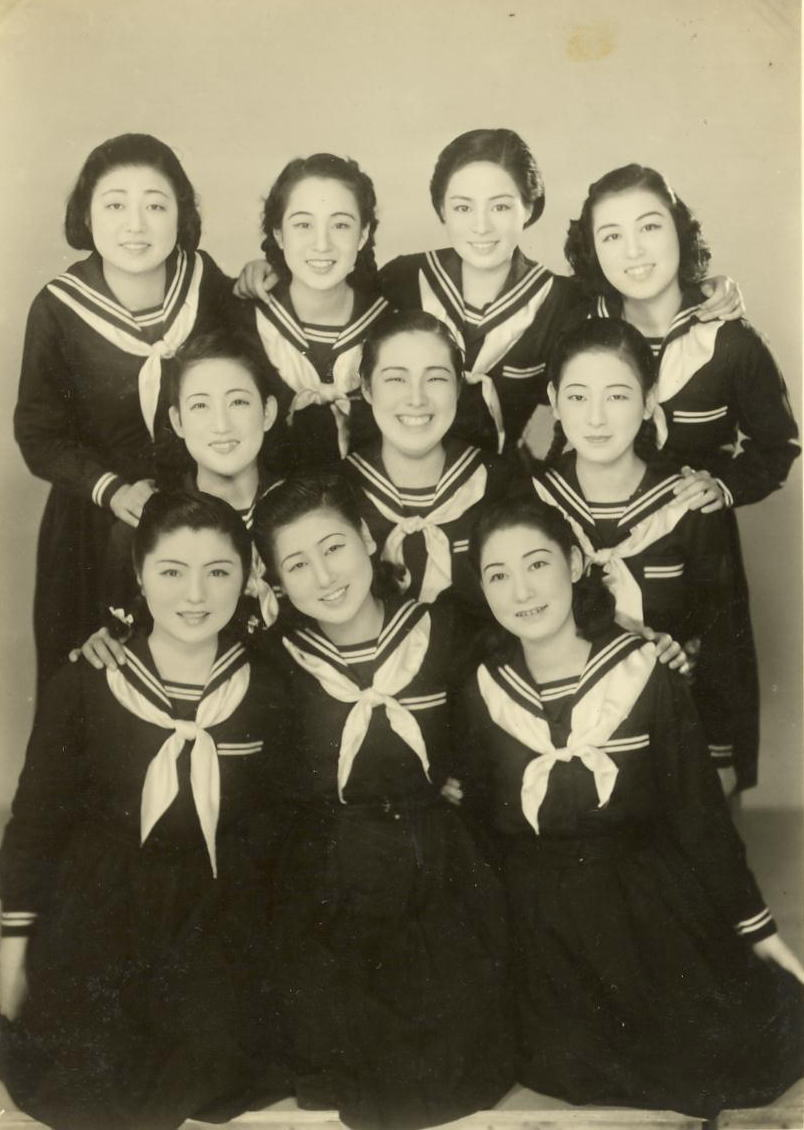
Studentky Hudební školy Takarazuka (1941)
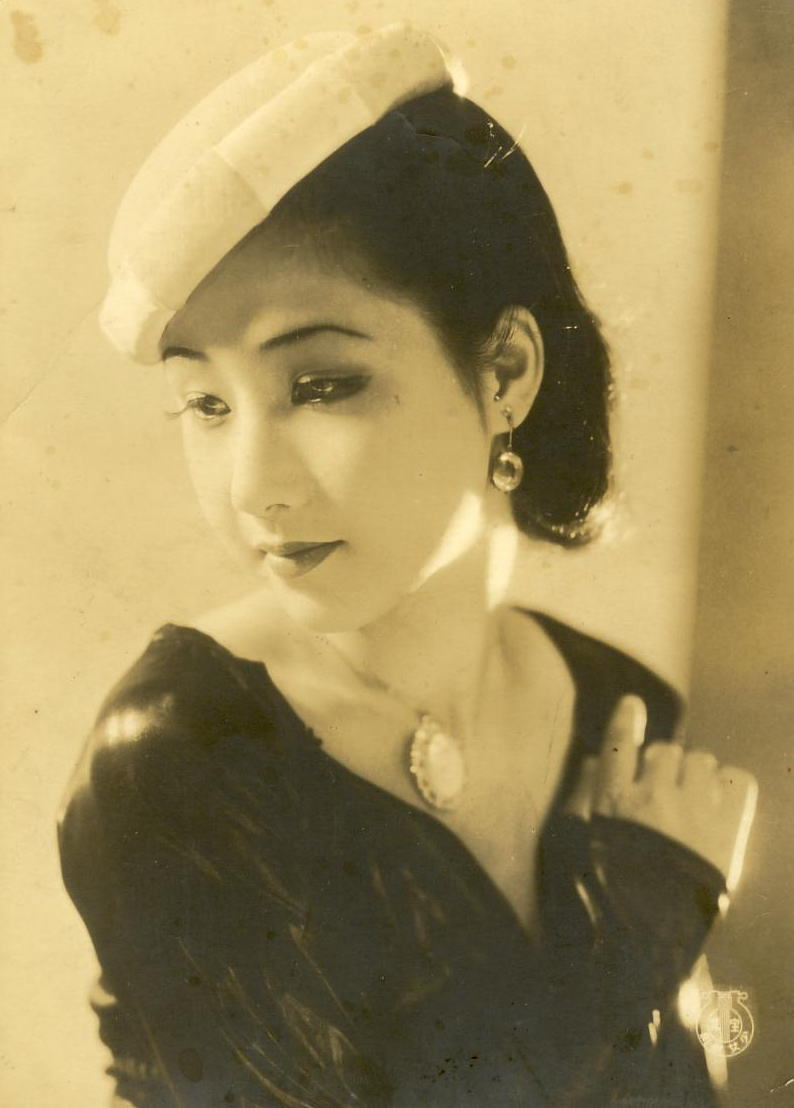
Suminoe Mičiru - herečka takarazuky v letech 1939-1946
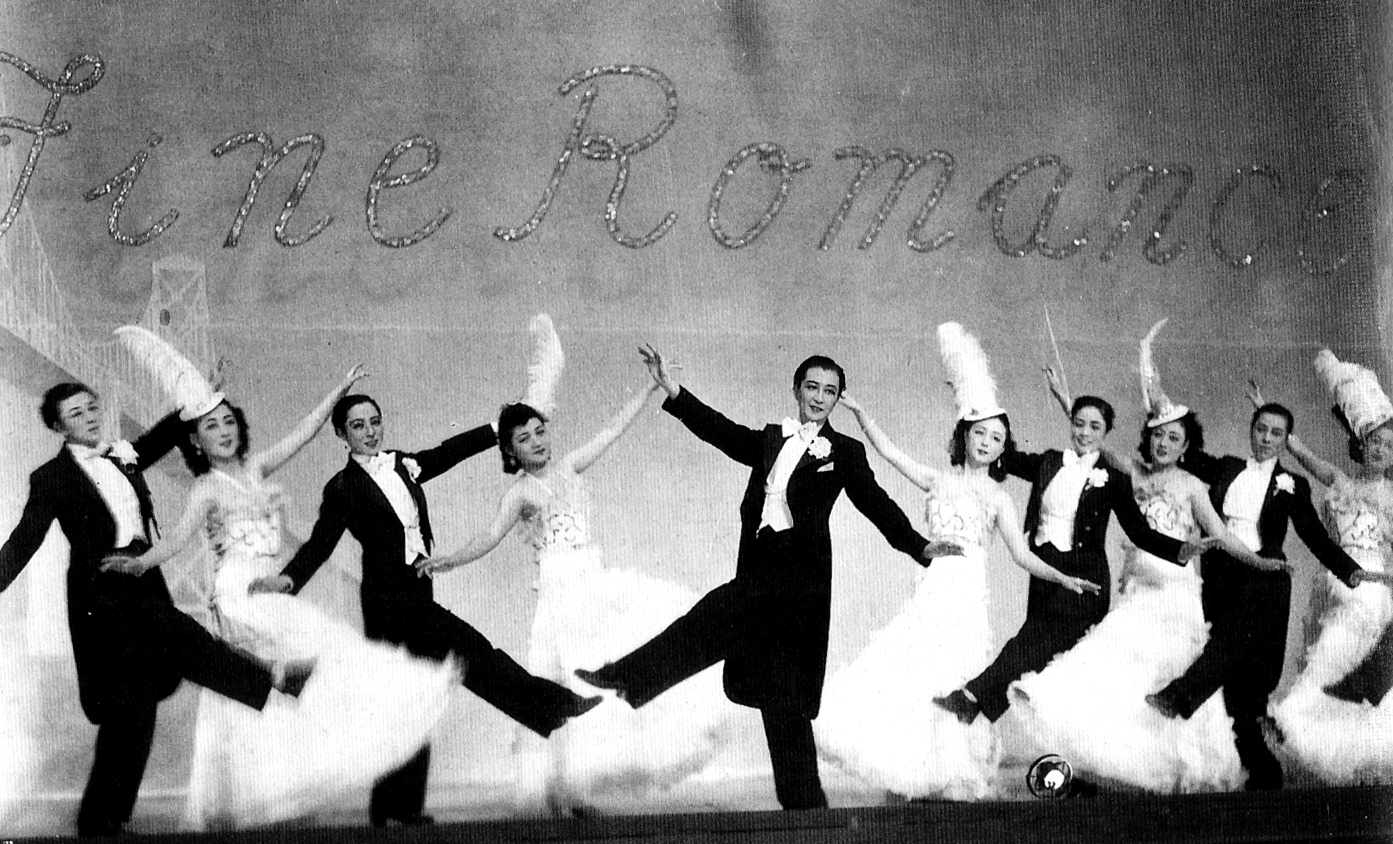
Vytoupení Fine Romance (1947)
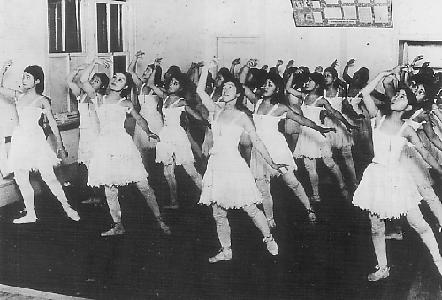
Lekce tance v Hudební škole Takarazuka roku 1919
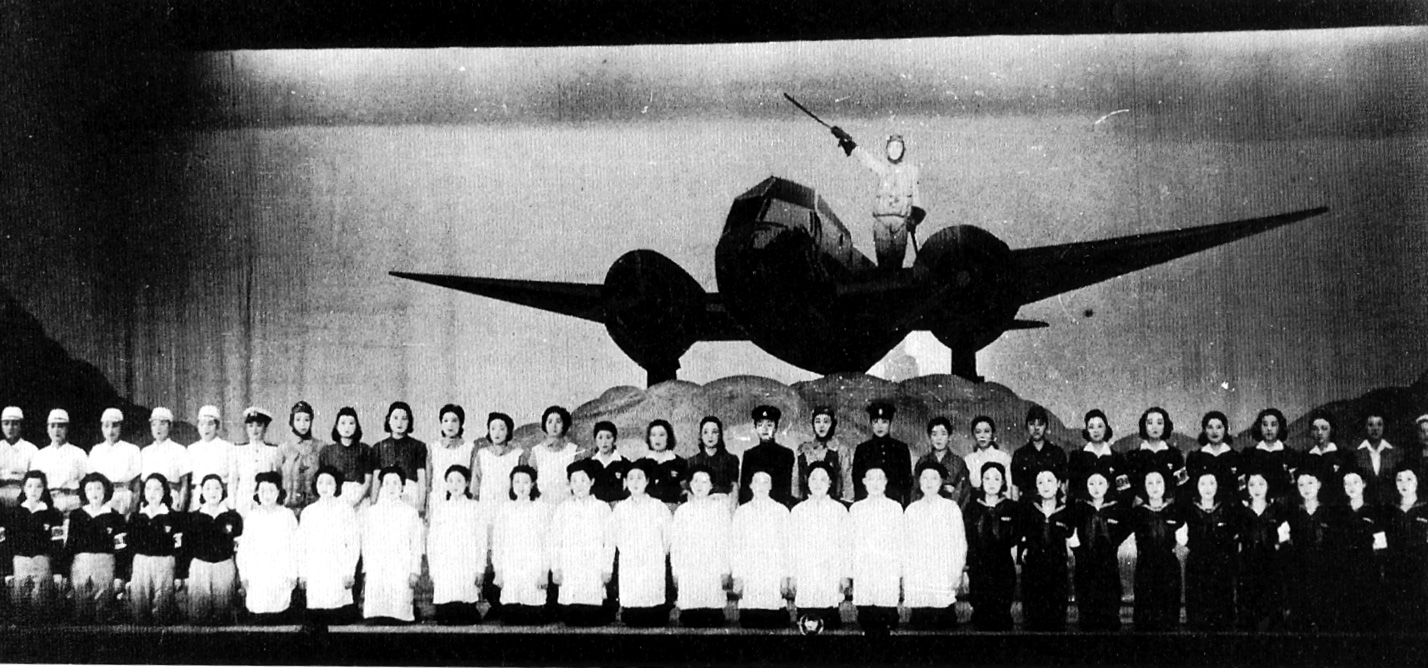
Poslední vystoupení Takarazuky před dočasným uzavřením kvůli 2. světové válce (březen 1944). Vystoupení mělo podpořit nacionální cítění.
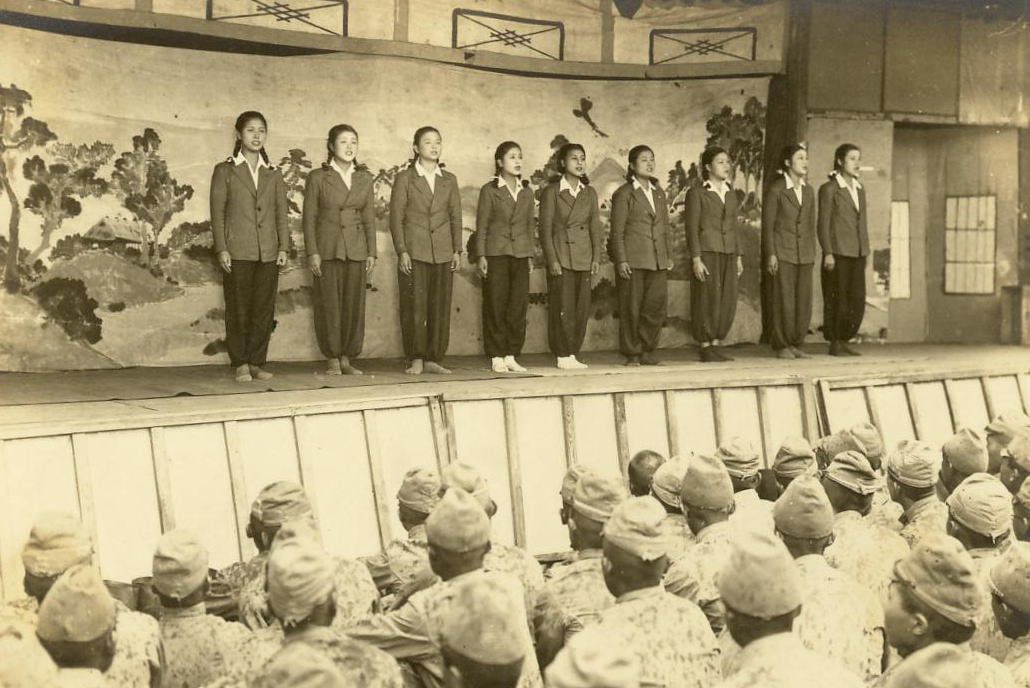
Takrazuka vystupuje před armádou – podpora morálky vojáků (1943)
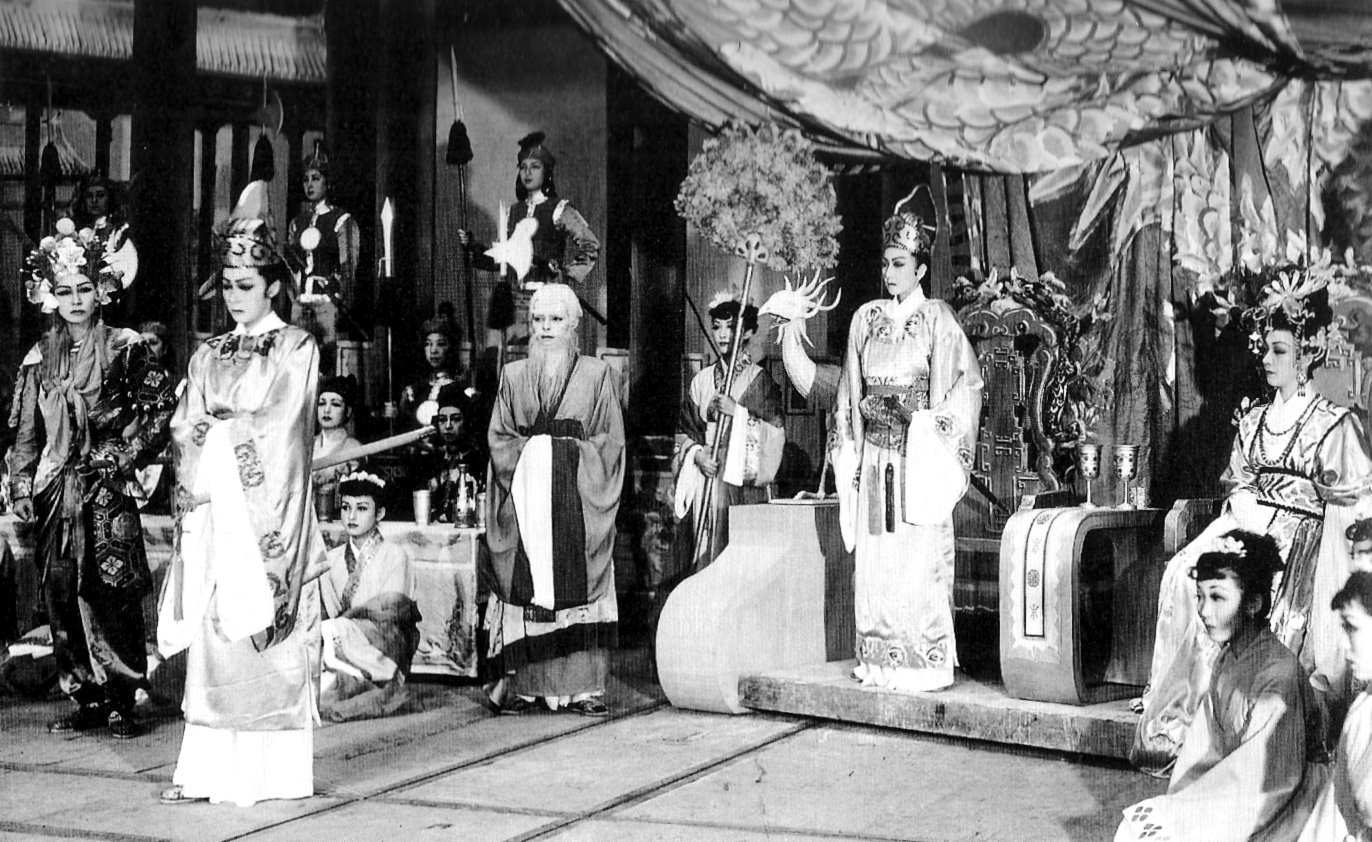
Vystoupení Feast at Hong Gate, srpen 1951
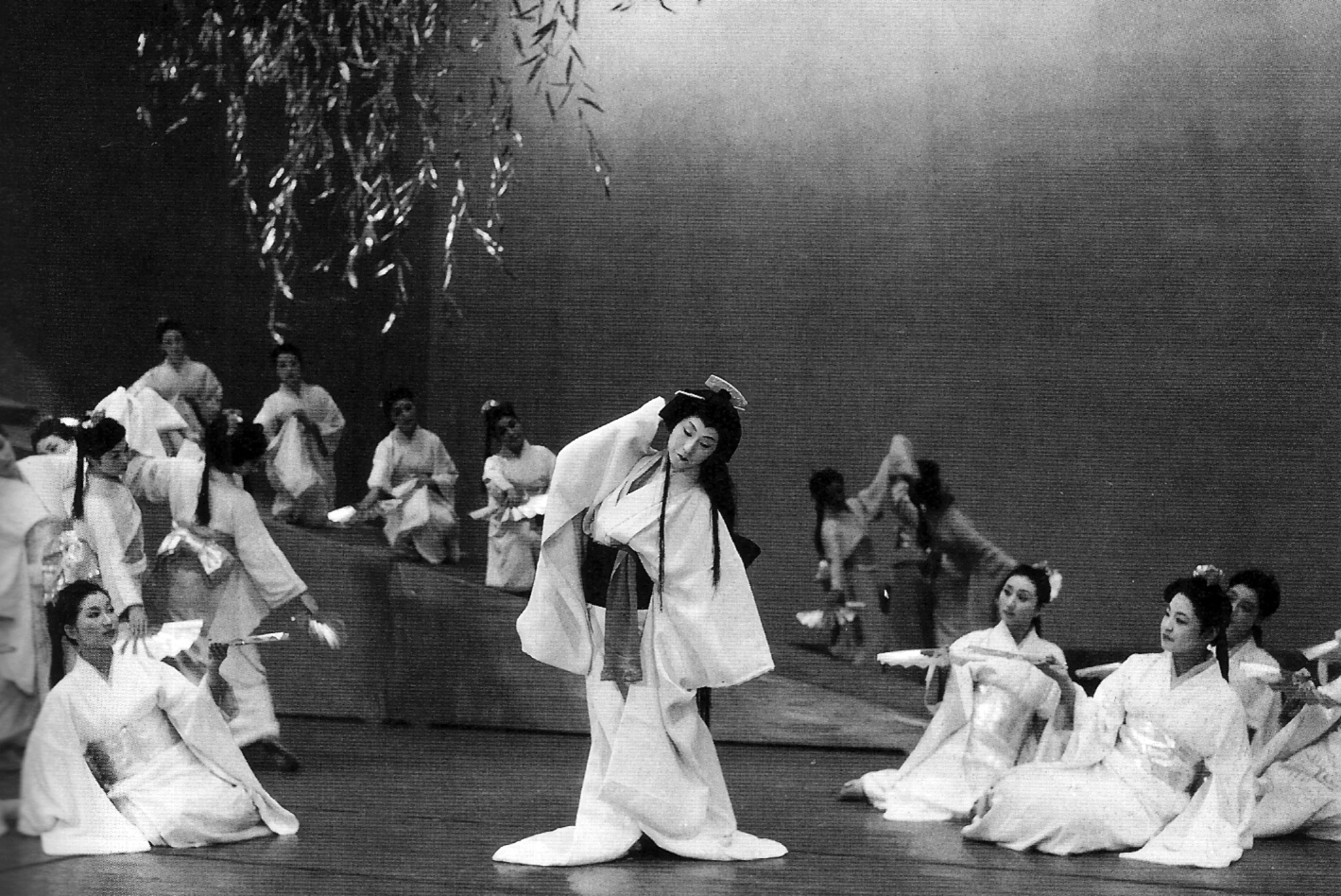
Vystoupení v Japonsku inspirované lidově tradovanými pověstmi (1951)